# جشنواره بین‌المللی فیلم شانگهای
جشنواره بین‌المللی فیلم شانگهای (چینی: 上海国际电影节)، مختصراً SIFF، یکی از بزرگترین جشنواره‌های فیلم در آسیای شرقی و همراه با جشنواره بین‌المللی فیلم توکیو، یکی از بزرگترین جشنواره‌های فیلم در آسیا محسوب می‌شود.
همچنین جشنواره شانگهای یکی از پانزده جشنواره‌ الف دنیا است که در دوره‌های گذشته این جشنواره سینماگران برجسته‌ای همچون امیر کاستاریکا، لوک بسون، الیور استون، دنی بویل و وونگ کار وای ریاست هیئت داوران جشنواره شانگهای را بر عهده داشته‌اند. کریستین مونجیو، کارگردان رومانیایی رئیس هیئت داوران بیستمین دوره از جشنواره شانگهای است.